# Sud-àfrica
|  | Per a altres significats, vegeu «Àfrica Austral». |

La República de Sud-àfrica és un Estat localitzat a l'extrem meridional de l'Àfrica. Limita amb els oceans Atlàntic i Índic, Namíbia, Botswana, Zimbàbue, Moçambic, Eswatini (abans Swazilàndia) i Lesotho, un enclavament independent envoltat pel territori sud-africà. Sud-àfrica és membre del Commonwealth de Nacions. L'economia de Sud-àfrica és la més gran del continent i la 24a més gran del món; és el país més desenvolupat econòmicament, socialment i en infraestructura del continent.
Sud-àfrica ha tingut una història diferent de les altres nacions de l'Àfrica atesa la immigració primerenca d'Europa i la importància estratègica de la ruta del mar del Cap. La immigració europea va començar poc després que la Companyia Holandesa de les Índies Orientals fundés una estació el 1625 que amb el temps esdevindria Ciutat del Cap. El tancament del canal de Suez durant la Guerra dels Sis Dies va subratllar la seva importància en el comerç internacional d'occident i orient.
Sud-àfrica és ètnicament divers, amb les comunitats europees, índies i coloured (o mestisses) més grans de l'Àfrica. Els africans negres, que parlen nou llengües oficialment reconegudes, i molts més dialectes, representen el 75% de la població. Els conflictes racials entre la minoria blanca i la majoria negra ha tingut un paper significatiu en la història i la política de Sud-àfrica, que culminà amb l'apartheid, instituït el 1948 pel Partit Nacional, tot i que la segregació ja existia abans d'aquesta data. Les lleis que definien l'apartheid començaren a ser abolides pel mateix partit el 1990, després d'un conflicte llarg i de vegades violent—incloent-hi les sancions econòmiques de la comunitat internacional.
Sud-àfrica és coneguda com la "Nació de l'arc de Sant Martí", un terme encunyat per l'arquebisbe Desmond Tutu i després adoptat pel president Nelson Mandela. Mandela va fer ús del terme com a metàfora per descriure la diversitat multicultural que començava a desenvolupar-se després de la fi de la ideologia de l'apartheid. El 2007, Sud-àfrica es va unir al grup de Bèlgica, els Països Baixos, el Canadà i Espanya, en legalitzar el matrimoni homosexual.

## Toponímia
Sud-àfrica té onze idiomes oficials, només superada per l'Índia. El nom oficial de l'Estat, "República de Sud-àfrica", en les onze llengües oficials és: 
- Republiek van Suid-Afrika (afrikaans),
- Republic of South Africa (anglès),
- IRiphabliki yeSewula Afrika (ndebele),
- IRiphabliki yaseMzantsi Afrika (xosa),
- IRiphabliki yaseNingizimu Afrika (zulu),
- Rephaboliki ya Afrika-Borwa (pedi),
- Rephaboliki ya Afrika Borwa (sesotho),
- Rephaboliki ya Aforika Borwa (tswana),
- IRiphabhulikhi yeNingizimu Afrika (swati),
- Riphabuḽiki ya Afurika Tshipembe (venda) i
- Riphabliki ra Afrika Dzonga (tsonga).

Alguns sud-africans prefereixen el terme "Azània" en comptes de "Sud-àfrica" pels orígens colonials d'aquest. Els partits afrocèntrics d'esquerres, com ara el Congrés Panafricanista d'Azània i l'Organització del Poble Azanià en fan ús.

## Història

### Prehistòria
Sud-àfrica conté alguns dels jaciments arqueològics més antics d'Àfrica. Els nombrosos fòssils de les coves Sterkfontein, Fromdraai i Makapansgat suggereixen que diversos australopitecs hi vivien fa tres milions d'anys. Després hi van arribar els homo habilis, homo erectus i l'home modern. Els assentaments dels pobles parlants de les llengües bantu, agricultors i ramaders, ja existien al sud del riu Limpopo, els segles IV i v, desplaçant o absorbint els pobles parlants de khoisan originaris. Van continuar desplaçant-se cap al sud, i les primeres eines de ferro daten del 1050. El grup més meridional fou el poble de Xhosa, la llengua dels quals incorpora alguns trets lingüístics dels pobles KhoiSan. Aquestes desplaçaren els pobles anteriors, la majoria societats caçadores-recol·lectores.

### Època antiga

#### Expansió bantu
Per aquesta època tribus bantus van començar a arribar a Sud-àfrica. Originaris del Delta del riu Níger a l'Àfrica Occidental, van emigrar cap al sud i cap a l'est, arribant fins a la Província de KwaZulu-Natal al voltant de l'any 500 aC. Els bantus no només criaven bestiar, sinó que també coneixien l'agricultura, collint blat i altres productes. Eren també experts en ferreria i vivien en poblats ben establerts. L'emigració bantu va ser gradual i no en grans masses. Alguns grups, els ancestres de la gent nguni (zulus, xhosa, swazi i ndebeles) van preferir viure a la costa. Altres, coneguts actualment com els sotho-tswana (tswana, pedi i basotho) es van establir al Highveld, mentre que les tribus venda, lemba i shangaan-tsonga van triar d'instal·lar-se al nord-est de Sud-àfrica.
Els bantus i els khoisan es van barrejar, com és evident en les pintures rupestres, on es mostren els dos grups interaccionant. No es coneix quin tipus de contacte van tenir dos pobles, però hi ha una prova d'integració en el llenguatge Bantu que incorpora l'espetec de la llengua com consonant característic de la llengua khoisan. Nombrosos ginys khoisan han estat descoberts en els vilatges bantu.

### Arribada dels europeus
La història escrita de Sud-àfrica comença amb l'arribada dels portuguesos. El 1487, Bartolomeu Dias es convertí en el primer europeu a arribar a l'extrem més meridional d'Àfrica. En retornar a Lisboa amb les notícies del descobriment, que anomenaria el Cabo das Tormentes (Cap de les Tempestes) ateses les condicions tempestoses que hi havia vist, el seu patrocinador reial, Joan II de Portugal, seleccionà un nom diferent, el Cabo da Boa Esperança (Cap de la Bona Esperança), ja que prometia ser la ruta cap a les riqueses de l'Índia. Després, el poeta portuguès Camões va immortalitzar el viatge de Dias en el poema èpic de Les Lusíades específicament amb el personatge mitològic d'Adamastor, que simbolitza les forces de la naturalesa que els navegadors portuguesos havien de vèncer durant llur circumnavegació del cap.

### Colonització europea

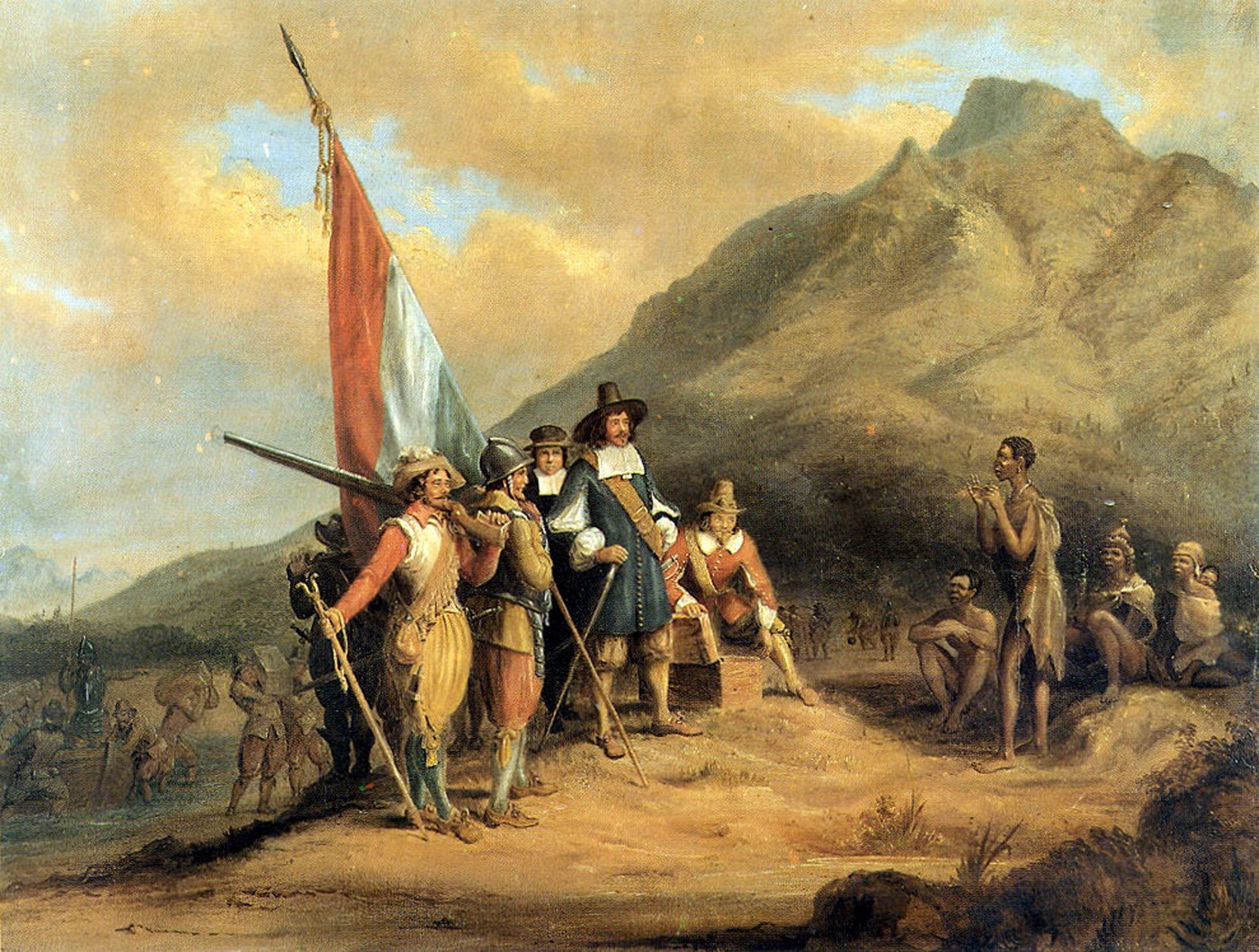
Pintura de l'arribada de Jan van Riebeeck

Els segles posteriors al 1488, els navegants portuguesos van establir diversos assentaments poblats per pescadors, però no n'ha sobreviscut cap atestació històrica. El 1652, Jan van Riebeeck va establir una estació d'aprovisionament al Cap de Bona Esperança en nom de la Companyia Holandesa de les Índies Orientals. Durant la major part dels segles xvii i XVIII, es van estendre lentament les possessions neerlandeses, fins a trobar-se amb els assentaments dels pobles xhosa en la regió del Riu Fish. Una sèrie de guerres, conegudes com les Guerres de la Frontera del Cap es van lliurar, causades pels conflictes d'interès sobre les terres i el bestiar.
Atesa l'escassetat de mà d'obra, els colonitzadors portaren esclaus d'Indonèsia, Madagascar i l'Índia. Els líders problemàtics d'aquests esclaus, sovint d'ascendència reial, van ser expulsats de les colònies neerlandeses a la resta de Sud-àfrica. Aquest grup d'esclaus, amb el pas del temps, es convertí en un poble que en l'actualitat s'identifica com els "Malaisians del Cap", els quals al llarg de la història, van tenir un estatus social superior. La major part dels descendents d'aquests esclaus, que sovint es casaren amb colonitzadors neerlandesos, van ser posteriorment classificats, amb els khoikhoi com els coloureds del Cap.
La Gran Bretanya va prendre el Cap de Bona Esperança el 1795, suposadament per evitar que caigués en mans dels francesos, però també per fer ús de Ciutat del Cap com a punt de descans en la rutes cap a Austràlia i l'Índia. Va ser retornat als neerlandesos el 1803, però poc després la Companyia Holandesa de les Índies Orientals es va declarar en fallida, i els britànics s'annexaren la Colònia del Cap al 1806. Els britànics continuaren amb les guerres de la Frontera en contra dels xhosa, expandint la frontera cap a l'est i establint una sèrie de forts a la vora del riu Fish i consolidant-la, encoratjant l'assentament d'immigrants britànics. El Parlament del Regne Unit va abolir el comerç d'esclaus el 1807, i va abolir l'esclavatge en totes les seves colònies el 1833.
El descobriment de diamants el 1867 i d'or el 1884 a l'interior del territori va produir creixement econòmic i va donar un impuls a la immigració, intensificant la subjugació dels nadius. Els bòers, o afrikaners descendents dels primers colons europeus, van resistir amb èxit l'expansió dels britànics durant la Primera Guerra Bòer (1880 a 1881) amb l'ús de tàctiques guerrilleres, més adequades a les condicions locals. No obstant això, els britànics van retornar en la Segona Guerra Bòer (1899 a 1902). La intenció dels bòers d'aliar-se amb l'Àfrica Sud-occidental Alemanya va ser l'excusa dels britànics per prendre el control de les Repúbliques Bòers.
Els bòers van resistir amb ferocitat, però els britànics van vèncer les forces bòers. Durant aquesta guerra, els britànics, van fer ús de camps de concentració i de tàctiques controvertides com ara el cremar les terres, el bestiar i les cases dels bòers. El maltractament dels camps de concentració britànics van ser portats a la llum per Emily Hobhouse en el seu "Report d'una Visita als Camps de Dones i Nens de les Colònies del Cap i del Riu Orange". Van morir 26.370 persones, la gran majoria dels quals eren nens.
El Tractat de Vereeniging va establir la sobirania suprema dels britànics sobre les repúbliques sud-africanes, i el govern britànic va assumir el pagament de 3 milions de lliures esterlines degudes als governs dels bòers.

### Independència
Després de quatre anys de negociacions, es va crear la Unió de Sud-àfrica a partir de les colònies del Cap i de Natal, i les repúbliques de l'Estat Lliure d'Orange i Transvaal, el 31 de maig, 1910, exactament vuit anys després de la fi de la Segona Guerra Bòer. La nova Unió de Sud-àfrica va ser un domini britànic. L'Acta de la Terra dels Nadius, de 1913, va limitar les propietats dels negres aleshores, a només el 7% del país, tot i que es va incrementar marginalment. El 1934, el Partit Sud-africà i el Partit Nacional es van unir formant el Partit Unit amb la intenció de reconciliar els blancs bòers i els angloparlants, però es va separar el 1939 amb l'entrada de la Unió a la Segona Guerra Mundial com a aliat del Regne Unit, a la qual s'oposava el Partit Nacional.
El 1948 va arribar al poder el Partit Nacional, i va començar a aplicar una sèrie de lleis de segregacions que es coneixerien com a Apartheid. Aquesta segregació també seria evident en la distribució de la riquesa guanyada durant la industrialització dels anys cinquanta als setanta. Tot i que els blancs gaudien dels estàndards de vida més elevats de tota l'Àfrica, comparables als països desenvolupats, la majoria negra es trobava en desavantatge quant a la seva economia, l'educació, habitatge i l'esperança de vida. Tanmateix, la renda mitjana i l'esperança de vida mitjana d'un negre, indi o coloured sud-africà era molt superior a la resta dels Estats d'Àfrica.
El 1961, després d'un referèndum exclusiu dels blancs, el país es va convertir en una república, deixant així la Commonwealth de Nacions. El càrrec de governador general va ser abolit i va ser reemplaçat amb la posició del President de l'Estat.

### Armament nuclear i l'apartheid
L'apartheid cada vegada era més controvertit. La comunitat internacional va aprovar nombroses sancions econòmiques que s'uniren a l'increment dels disturbis i l'opressió dins Sud-àfrica. El govern va suprimir la resistència, de vegades violenta, així com les vagues, les marxes i les protestes. Des del 1971 Sud-àfrica va començar un programa d'armament nuclear, i la dècada següent va crear sis armes nuclears. Tot i que se'n desconeixen les motivacions, s'ha suggerit que B.J. Vorster i P.W. Botha volien catalitzar una intervenció nord-americana si es produïa una guerra entre el Moviment Popular per a l'Alliberament d'Angola, que tenia el suport de Cuba, i la República del Sud-àfrica.
La Guerra de la frontera de Sud-àfrica va ser un conflicte majoritàriament asimètric que es va produir a Namíbia (llavors Àfrica del Sud-oest), Zàmbia i Angola entre el 26 d'agost del 1966 i el 21 de març de 1990 entre la Força de Defensa de Sud-àfrica (SADF) i l'Exèrcit Popular d'Alliberament de Namíbia (PLAN), un ala armada de l'Organització del Poble del Sud-Oest Africà (SWAPO). La guerra de la frontera de Sud-àfrica va provocar algunes de les batalles més importants del continent africà des de la Segona Guerra Mundial i va estar estretament relacionada amb la guerra Civil angolesa.
El 1990, el govern del Partit Nacional va prendre els primers passos per a negociar la seva sortida del poder, i va abolir la il·legalització del Congrés Nacional Africà (CNA) i altres organitzacions polítiques d'esquerra, i va alliberar Nelson Mandela de la presó, després de vint-i-set anys. A poc a poc, es van abolir les lleis de l'apartheid, i es va destruir l'arsenal nuclear; Sud-àfrica va ser admesa al Tractat de la No Proliferació Nuclear.

### Després de l'Apartheid
Les primeres eleccions multiracials sud-africanes es van portar a terme el 1994; el CNA hi va aconseguir la majoria absoluta i ha governat fins avui en dia amb majories absolutes, que va perdre en les legislatives de 2024. El país va viure les protestes de 2021 a Sud-àfrica en resposta a l'empresonament de Jacob Zuma, que van provocar la mort de 354 persones i la detenció de 5.500, en els aldarulls més importants des del final de l'Apartheid.
Malgrat l'abolició de l'apartheid, milions de sud-africans, la majoria negres, continuen vivint en pobresa. Això és degut, en part, al llegat del sistema de l'apartheid mateix, així com a les dificultats dels governs actuals a solucionar els problemes socials i millorar la distribució de la riquesa.

## Geografia física

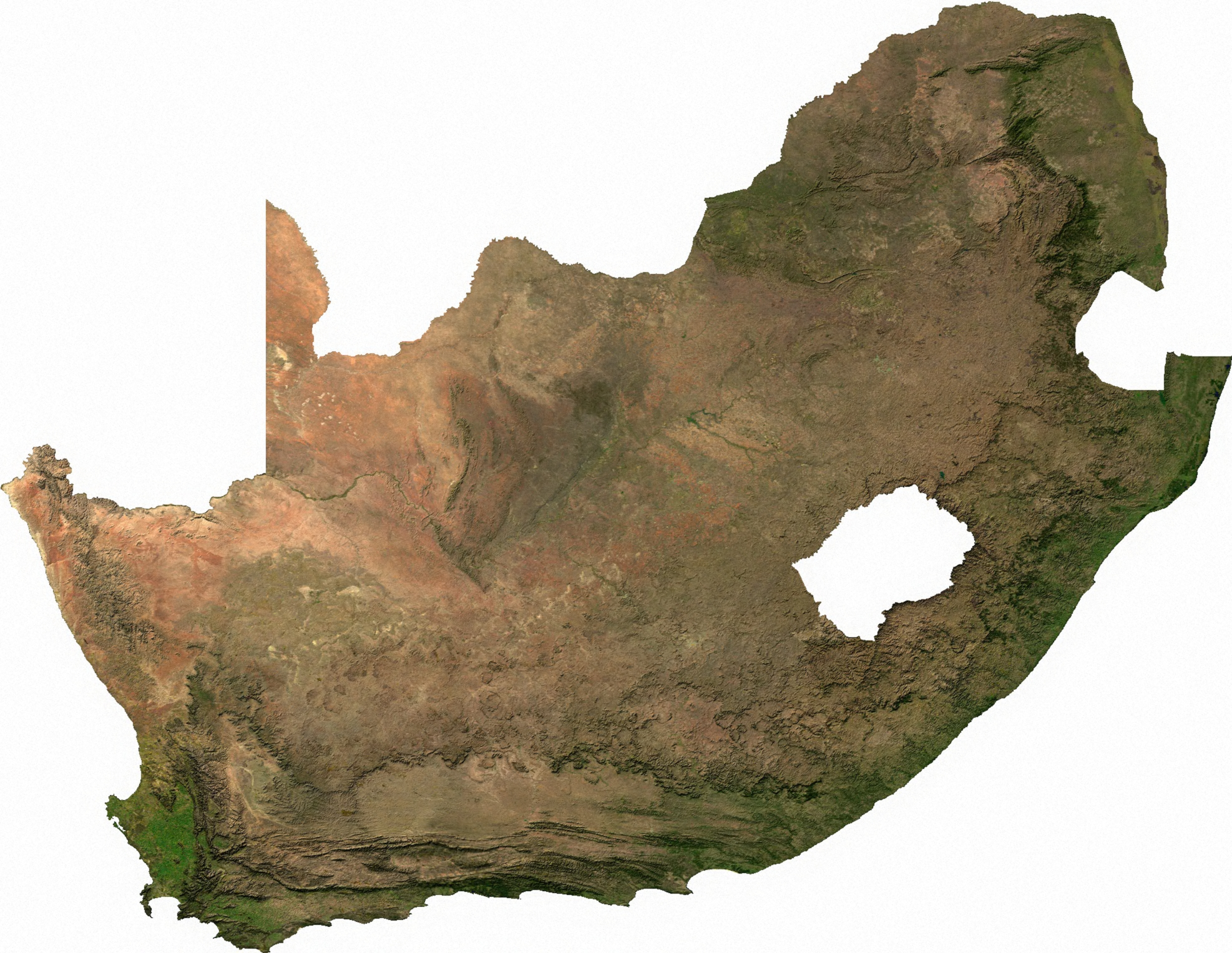
Imatge de satèl·lit de Sud-àfrica.

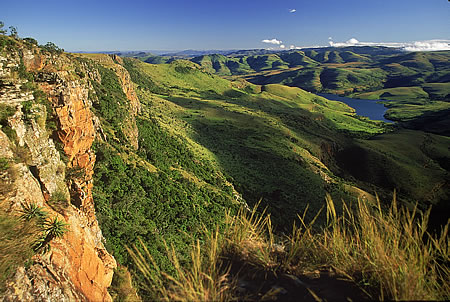
Les muntanyes Drakensberg, el punt més alt de Sud-àfrica.

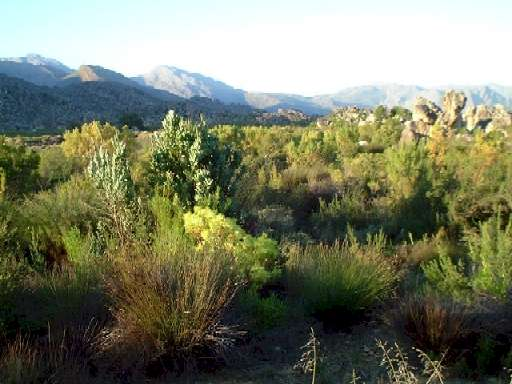
Fynbos, una regió florística endèmica de Sud-àfrica.

Amb una superfície d'1.219.912 quilòmetres quadrats, Sud-àfrica és el 25è estat més gran del món. El país es troba a la regió més meridional del continent africà, sent el cap Agulhas el punt més meridional del país, i d'Àfrica.
Limita al nord amb Botswana i Zimbàbue, i al nord-est i a l'est amb Moçambic i Swazilàndia, mentre que Lesotho, un petit país independent, és un enclavament dins la regió oriental del país. El país es troba envoltat pels oceans Atlàntic i Índic. A més, pertanyen a la República de Sud-àfrica les illes subantàrtiques del Príncep Eduard, situades 1.900 km al sud de Ciutat del Cap. Les costes sud-africanes s'estenen al llarg de més de 2.500 km.
Quant al relleu, Sud-àfrica té una topografia variada. A la regió central s'hi troba el desert de Kalahari, envoltat per l'altiplà interior conegut com el Highveld, l'altitud del qual varia entre els 1.500 i 2.400 m. La regió de la costa és estreta, donant pas a un escarpament muntanyenc, conegut com el Gran Escarpament, que separa la costa de la plana interna. Tot i que el país es classifica com a semiàrid, atesa la varietat topogràfica, gaudeix d'una gran varietat de climes i ecosistemes, i és un dels països megadiversos del món. El Mafadi, amb 3.450 metres, a la serralada Drakensberg és el cim més elevat del país.
Els rius més importants són: el riu Orange, que neix a Lesotho i drena la major part del territori abans de desguassar a l'Atlàntic. Constitueix, en el trajecte interior, el límit natural i polític amb Namíbia. El seu principal afluent és el Vaal. Al nord de la serralada de Witwatersrand, discorre el Limpopo, que neix a Veld, i abans de desguassar a l'oceà Índic marca la frontera amb Botswana i Zimbàbue. El seu principal afluent és el riu Olifants.

### Clima
Sud-àfrica té majoritàriament un clima temperat per tal com es troba entornejat pels oceans Atlàntic i Índic en tres dels quatre costats, per la seva localització en la zona més suau climàticament de l'hemisferi sud i perquè té una elevació mitjana en progressió constant cap al nord i l'interior. A causa d'aquesta topografia variada i de la influència oceànica existeixen una gran varietat de zones climàtiques. Els hiverns es produeixen entre juny i agost.
Les zones climàtiques varien des de l'extrem clima desèrtic que té lloc a la zona fronterera amb Namíbia, fins al clima subtropical que té lloc al llarg de la frontera amb Moçambic i l'Oceà Índic. Tot i que Sud-àfrica és considerat com a semiàrid, hi ha una variació considerable en el clima segons la topografia.
L'extrem sud-oest té un clima molt similar al mediterrani, amb hiverns humits i estius calorosos i secs. Aquesta zona produeix la major part del vi a Sud-àfrica. És una regió en què el vent bufa gairebé tot l'any, cosa que convertia el pas pel Cap de Bona Esperança una travessia molt perillosa pels mariners i vaixells i provocant nombrosos naufragis. Més cap a l'est, a la costa sud, les pluges es distribueixen de manera més uniforme durant tot l'any, donant lloc a un paisatge en el qual predomina el verd. Aquesta zona és coneguda popularment com a Garden Route (Ruta dels jardins).
L'Estat Lliure és bàsicament pla, ja que es troba en un altiplà. Al nord del riu Vaal el Highveld és una zona amb notable precipitació i on no es pateixen les condicions extremes de calor subtropical. La ciutat de Johannesburg es troba al centre d'aquestes terres altes, a 1.740 m, amb una precipitació anual de 760 mm i uns hiverns freds, però en què la neu és escassa.
L'indret més fred de Sud-àfrica és Sutherland a l'oest de les muntanyes Roggeveld, amb una mitjana diària d'11,3 °C i una mitjana de les mínimes de 2,8º Amb tot, la temperatura més baixa registrada a Sud-àfrica fou a Buffelsfontein, amb -18,5 °C. A l'interior del país s'han registrat les temperatures més elevades, amb 51,7 °C el 1948 a la Província del Cap Septentrional, prop d'Upington.
| Taula climàtica de Ciutat del Cap                                          |     |     |     |     |     |     |     |     |     |     |     |     |     |
|                                                                            | Gen | Feb | Mar | Abr | Mai | Jun | Jul | Ago | Set | Oct | Nov | Des | Any |
| Temperatura màxima registrada (°C)                                         | 39  | 38  | 41  | 39  | 34  | 30  | 29  | 32  | 33  | 37  | 40  | 35  | 41  |
| Temperatura diürna màxima mitjana (°C)                                     | 26  | 27  | 25  | 23  | 20  | 18  | 18  | 18  | 19  | 21  | 24  | 25  | 22  |
| Temperatura diürna mínima mitjana (°C)                                     | 16  | 16  | 14  | 12  | 9   | 8   | 7   | 8   | 9   | 11  | 13  | 15  | 11  |
| Temperatura mínima registrada (°C)                                         | 7   | 6   | 5   | 2   | 1   | -1  | -1  | 0   | 0   | 1   | 4   | 6   | -1  |
| Mitjana de precipitacions mensuals (mm)                                    | 15  | 17  | 20  | 41  | 69  | 93  | 82  | 77  | 40  | 30  | 14  | 17  | 515 |
| Quantitat mitjana de dies plujosos (>= 1 mm)                               | 6   | 5   | 5   | 8   | 11  | 13  | 12  | 14  | 10  | 9   | 5   | 6   | 103 |
| Font: Servei Meteorològic Sud-africà Arxivat 2007-05-31 a Wayback Machine. |     |     |     |     |     |     |     |     |     |     |     |     |     |

### Flora i fauna

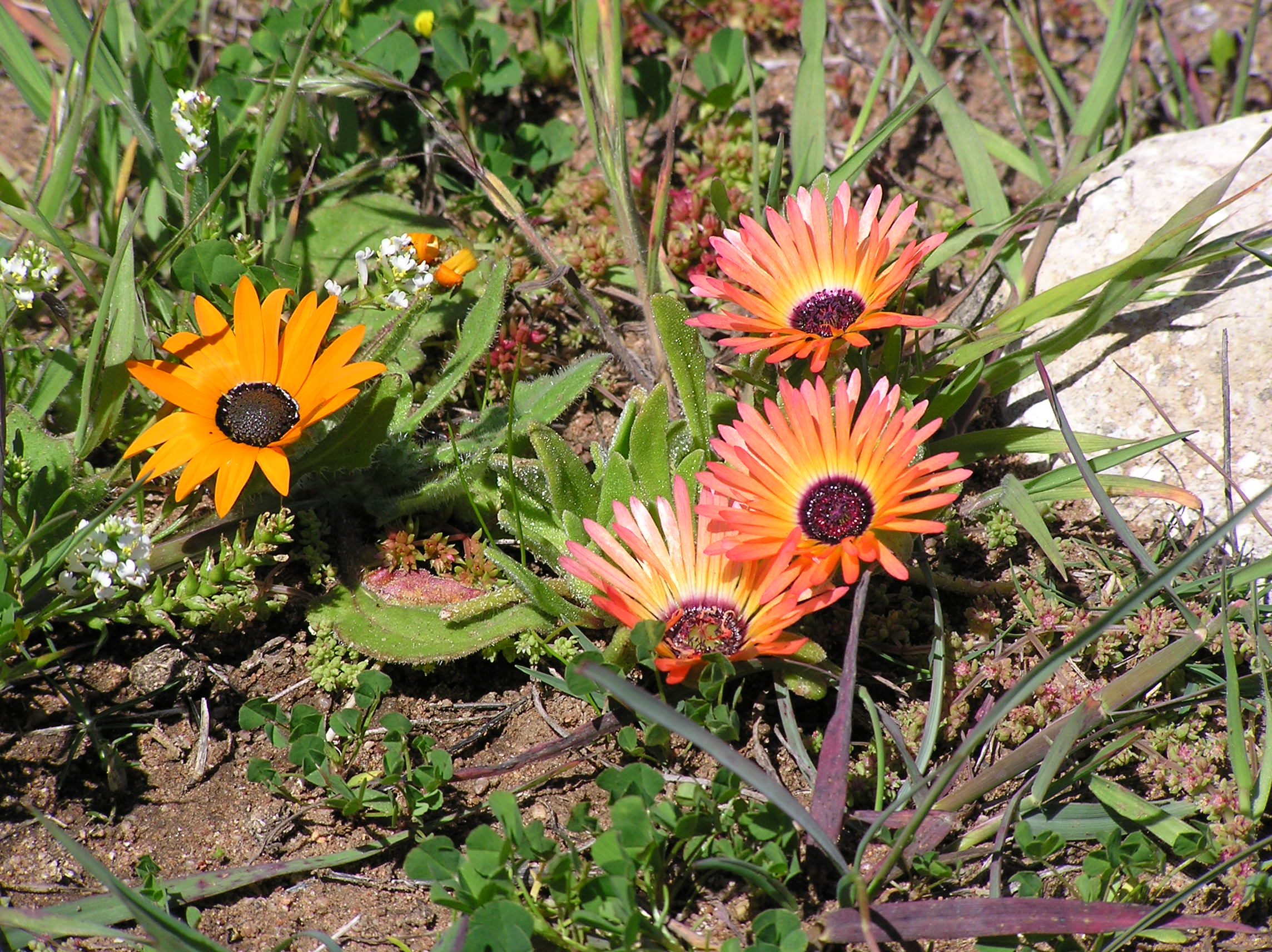
Flor a la primavera, al West Coast National Park, Cap Occidental

Sud-àfrica compta amb més de 20.000 plantes diferents, que representen quasi el 10% de totes les espècies conegudes al món, per la qual cosa és considerada una àrea particularment rica en biodiversitat vegetal.
El bioma prevalent al país és la praderia, especialment al Highveld, on la flora predominant són les pastures, els arbusts baixos i les acàcies. La vegetació és més escassa cap al nord-oest, degut a les escasses precipitacions de la zona.
El WWF distingeix quatre ecoregions de praderies de muntanya dins el país:
- Praderia del Highveld
- Praderia montana dels Drakensberg, als Drakensberg, per sota dels 2.500 metres
- Praderia altimuntana dels Drakensberg, als Drakensberg, por sobre dels 2.500 metres
- Matollar de Maputaland-Pondoland, a les valls dels contraforts meridionals dels Drakensberg

Les pastures i plantes espinoses de la sabana donen pas progressivament als arbusts de la sabana cap al nord-oest del país, amb un creixement més lent. Hi ha un nombre significatiu de baobabs en aquesta àrea, prop de l'extrem nord del Parc Nacional Kruger.
Al Bushveld hi ha nombrosos hàbitats de mamífers com el lleó, el lleopard, el nyu blau, el kudu, l'impala, la hiena, l'hipopòtam i la girafa. L'hàbitat del Bushveld s'estén de manera significativa cap al nord-est, incloent els territoris que pertanyen al Parc Nacional Kruger i la Reserva Mala Mala, així com la Biosfera de Waterberg, més al nord. El WWF divideix la regió de sabana del nord-est en tres ecoregions: sabana arbrada de mopane del Zambeze, sabana arbrada de l'Àfrica austral i sabana arbrada del Kalahari.
La regió desèrtica del Karoo, a l'oest del país, es divideix en tres ecoregions: el Karoo suculent, prop de la costa; el Karoo nama, a l'interior (Namaqualand), on existeixen diverses espècies de plantes que emmagatzemen aigua, com ara els aloes i eufòrbies; i més al nord la sabana xeròfil·la del Kalahari.

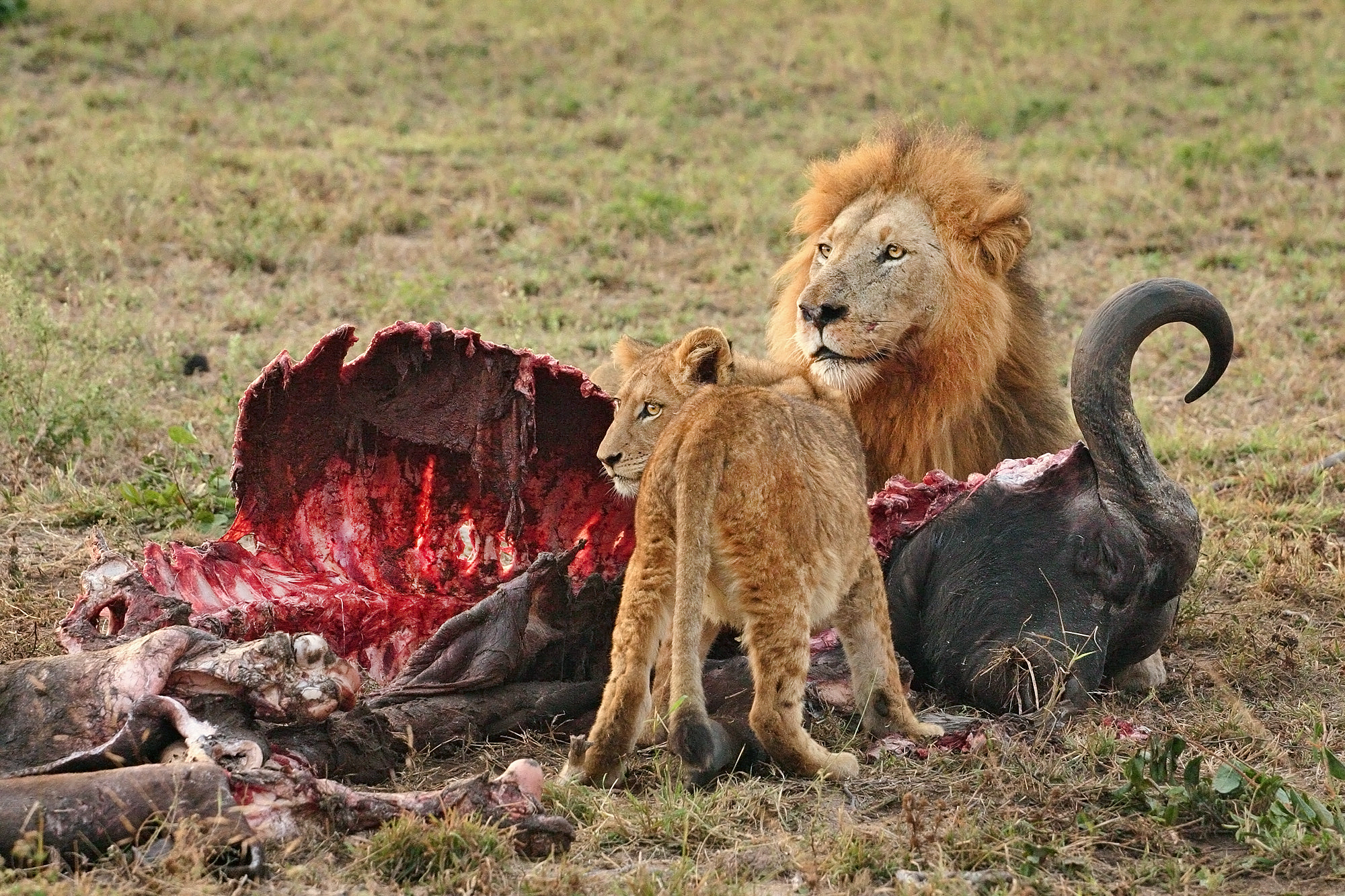
Lleó africà

El bioma mediterrani del fynbos, una de les sis regions florístiques, es troba en una petita regió de la Cap Occidental i consta de més de 9.000 d'aquestes espècies, cosa que la converteix en una de les regions més riques del món quant a biodiversitat. La major part de les plantes són perennes i de fulles dures amb fulles fines com agulles, com ara les plantes esclerofil·les. Una altra planta exclusiva de Sud-àfrica és el gènere de les proteas, de les quals existeixen al voltant de 130 espècies diferents en aquest país. El WWF divideix aquesta regió en tres ecoregions: fynbos i renosterveld de terres baixes, fynbos i renosterveld de muntanya i matollar d'Albany.
Si bé Sud-àfrica compta amb una gran quantitat de plantes florals, posseeix pocs boscos. Sols l'1% del país es troba ocupat pel bosc, que es troba exclusivament a la zona costanera humida de l'oceà Índic, a KwaZulu-Natal: la selva mosaic costanera de KwaZulu i El Cap i la selva mosaic costanera de Maputaland i, més al sud, la selva muntana de Knysna i els monts Amatole. Les plantacions d'espècies d'arbres importats són predominants, en particular l'eucaliptus i el pi. Sud-àfrica ha perdut una extensa superfície d'hàbitat natural en las darreres quatre dècades degut a la superpoblació, els patrons descontrolats de desenvolupament i la desforestació del segle xix. Actualment els arbres de fustes nobles, com el Podocarpus latifolius, l'Ocotea bullata i l'Olea laurifolia es troben sota protecció governamental.
A la costa de l'Índic es troben alguns enclavaments de manglar d'Àfrica austral.

## Política i govern

### Estructura constitucional

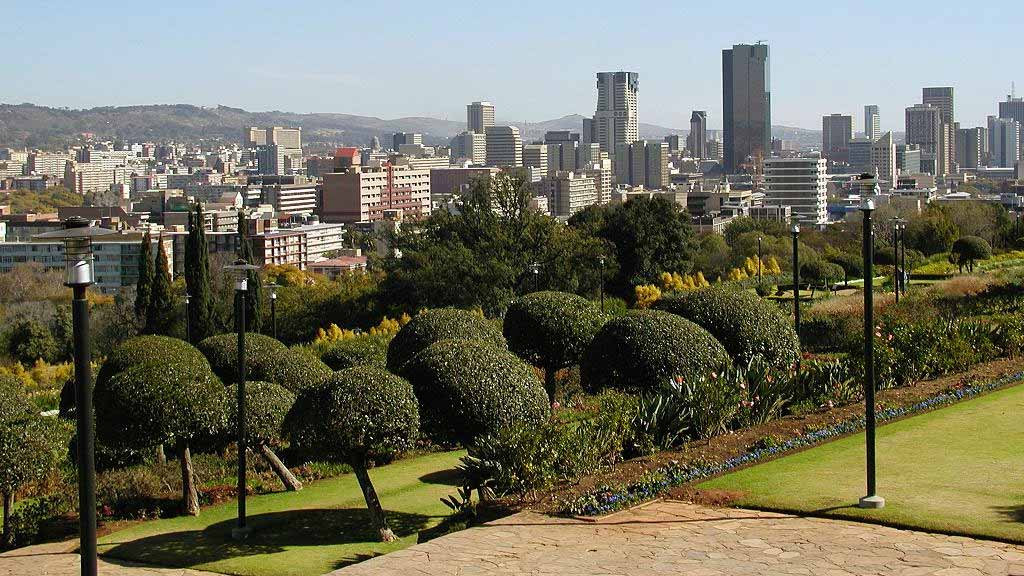
L'any 2010 es va fer el mundial de sud-africa amb aquest projecte es van invertir milions de dòlars. Es van posar a la venda uns 2.000.000 d'entrades per assistir als 64 partits disputats.

Sud-àfrica és l'únic Estat del món amb tres capitals: Ciutat del Cap, la més gran de les tres, és la capital legislativa; Pretòria, és la capital administrativa, i Bloemfontein és la capital judicial. El govern de Sud-àfrica és parlamentari. Hi ha un parlament bicameral integrat per una cambra alta, el Consell Nacional de Províncies integrada per 90 membres; i una cambra baixa, l'Assemblea Nacional, integrada per 400 membres. Els membres de la cambra baixa s'elegeixen segons el mètode de la representació proporcional; la meitat s'elegeixen a partir de llistes de partit nacionals i l'altra meitat de llistes de partit provincials. Deu membres s'elegeixen per a representar a cada província en el Consell Nacional de Províncies sense importar llur població: sis són delegats permanents i quatre són delegats designats pels governs provincials. Les eleccions d'ambdues cambres es realitzen cada cinc anys. El govern es forma en la cambra baixa, i el líder del partit amb la majoria dels seients és designat el President de Sud-àfrica.
A nivell regional, cada una de les nou províncies que integren Sud-àfrica disposa d'un parlament. El nombre de membres dels parlaments varia entre 30 i 100, i s'elegeixen segons el mètode de representació proporcional.
El partit Congrés Nacional Africà (CNA) va rebre el 69,7% dels vots en les últimes eleccions generals, i el 66,3% dels vots en les eleccions municipals del 2006. El president actual de Sud-àfrica (per al període del 2004 al 2009) és Thabo Mbeki, que va succeir el president Nelson Mandela. El principal partit d'oposició és l'Aliança Democràtica, tot i que només va rebre el 12,4% dels vots en les eleccions del 2004, i el 14,8% en les eleccions municipals del 2006. El líder de l'Aliança Democràtica és Helen Zille, que va succeir Tony Leon. El Partit Nacional que va dominar la vida política de Sud-àfrica durant la major part del segle xx amb el nom de Partit Nacional, va fusionar-se amb el CNA el 9 d'abril, 2005. Altres partits polítics amb representació en el Parlament són el Partit de la Llibertat Inkatha, que representa els zulu, i els Demòcrates Independents; el primer partit va aconseguir el 6,97% i el segon l'1,7% dels vots en les eleccions del 2004.

### Subdivisió administrativa
| Província         | Antigues províncies i bantustans                        | Capital          | Superfície (km²) | Població (2001) |
| ----------------- | ------------------------------------------------------- | ---------------- | ---------------- | --------------- |
| Cap Occidental    | província del Cap                                       | Ciutat del Cap   | 129.370          | 4.524.335       |
| Cap Oriental      | província del Cap, Transkei, Ciskei                     | Bisho            | 169.580          | 6.436.761       |
| Cap Septentrional | província del Cap                                       | Kimberley        | 361.830          | 822.726         |
| Estat Lliure      | Estat Lliure d'Orange, QwaQwa                           | Bloemfontein     | 129.480          | 2.706.776       |
| Gauteng           | Transvaal                                               | Johannesburg     | 17.010           | 8.837.172       |
| KwaZulu-Natal     | província de Natal, KwaZulu                             | Pietermaritzburg | 92.100           | 9.426.018       |
| Mpumalanga        | Transvaal, KwaNdebele, KaNgwane, Bophuthatswana, Lebowa | Nelspruit        | 79.490           | 3.122.994       |
| Limpopo           | Transvaal, Venda, Lebowa, Gazankulu                     | Polokwane        | 123.900          | 5.273.637       |
| Nord-oest         | Transvaal, província del Cap, Bophuthatswana            | Mafikeng         | 116.320          | 3.669.349       |

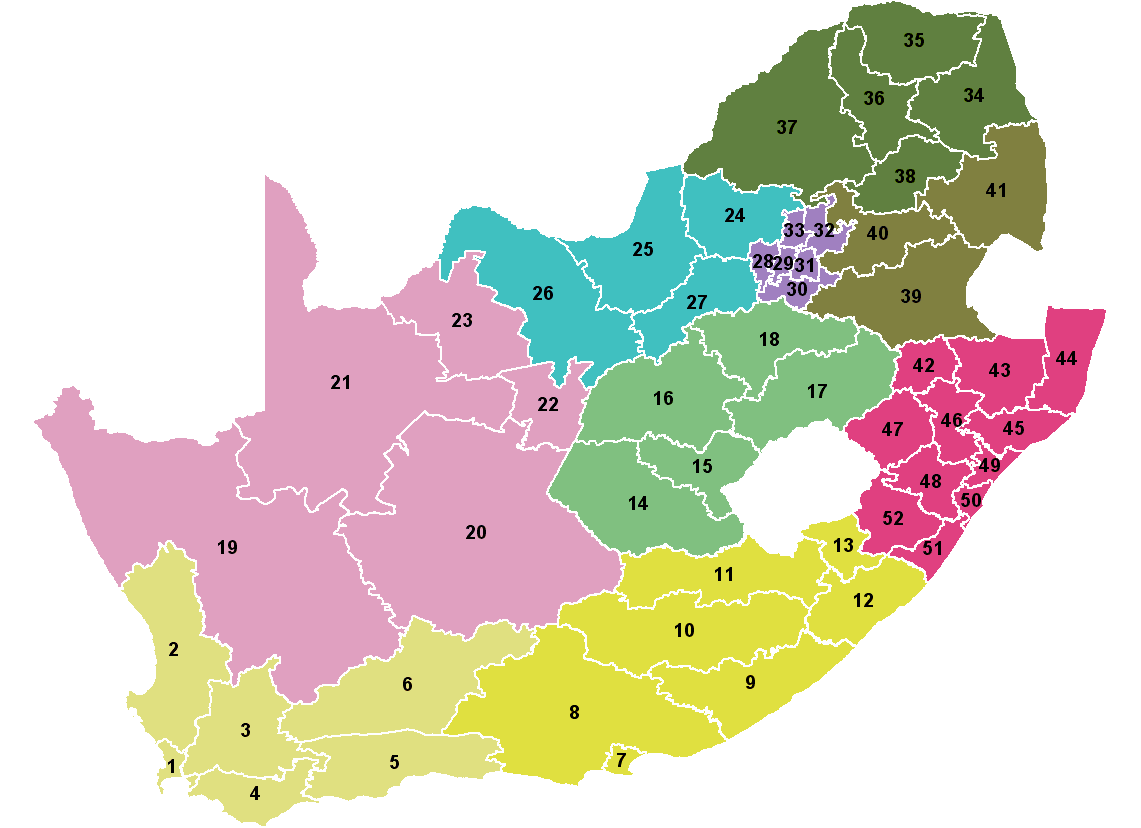
Mapa de les províncies. Començant per la de més al sud, les que donen a l'exterior, en sentit antihorari, són: Cap Occidental (beix), Cap Oriental (groc verdós), KwaZulu-Natal (magenta fosc), Mpumalanga (marró verdós), Limpopo (verd marronós), Nord-oest (turquesa) i Cap Septentrional (rosa). Les dues províncies interiors són Gauteng (lila), la petita al nord, i l'Estat Lliure, la gran al sud (verd clar).

Quan l'apartheid va acabar el 1994, el govern sud-africà havia d'integrar els bantustans independents i semi independents dins l'estructura política de Sud-àfrica. Per això, es van abolir les quatre antigues províncies de Sud-àfrica (Cape Province, Natal, l'Estat Lliure d'Orange i Transvaal) i els quatre territoris independents (Transkei, Bophuthatswana, Venda, i Ciskei); i es van instituir nou províncies completament integrades. Aquestes noves províncies són molt més petites que no pas les anteriors, però els governs locals disposen de més recursos per a distribuir a les àrees més petites.
Les nou províncies se subdivideixen en 52 districtes: 6 districtes metropolitans i 46 districtes municipals (o municipis de districte). Aquests 46 districtes municipals se subdivideixen en 231 municipis locals. Els districtes municipals també contenen 20 àrees de gestió de districte (la majoria parcs) governades directament pels districtes municipals.
Cadascuna de les províncies és governada per un parlament, els membres del qual s'escullen per un període de cinc anys per mitjà de la representació proporcional. Cada parlament elegeix un premier que designa un consell executiu provincial de no més de 10 membres. Els parlaments provincials tenen l'autoritat per a legislar en totes les àrees permeses per la constitució com ara l'educació, el medi ambient, la sanitat, l'habitatge i el transport. No obstant això, el govern central també té un grau elevat de poder concurrent, i per tant, és un sistema federal feble.

## Economia
Sud-àfrica és un país en vies de desenvolupament amb ingressos mitjans amb abundància de recursos, ben desenvolupat en els sectors financer, legal, comunicacions, energia i transport amb un mercat borsari que està comptabilitzat entre els 10 més grans del món i amb unes infraestructures que permeten una distribució efecient de mercaderies als majors centres urbans de la regió. No obstant això, tot i que el creixement ha estat positiu durant 10 anys seguits, no ha solucionat el 30% de la taxa d'atur ni els majors problemes que resten de l'època de l'apartheid, especialment els problemes de pobresa i falta de poder econòmic entre els grups desavantatjats. Hi ha altres problemes com ara el crim, corrupció i la sida. A principis del 2000, el president Thabo Mbeki va prometre promoure el creixement econòmic i la inversió estrangera relaxant les restrictives lleis laborals, iniciant un procés de privatització i retallant despeses del govern innecessàries. La seva estratègia es troba amb força reticències dels sindicats.
S'estima que a Sud-àfrica hi ha uns 4,79 milions de seropositius. El govern ha assignat, amb força retard, importants recursos per lluitar contra la malaltia. Un estudi recent (de l'African Journal of Aids Research, Thomas Rehle i Olive Shisana) mostra que la taxa d'infecció comença estabilitzar-se (de 4,2% a l'1,7% per les edats compreses entre els 15 i els 49 anys) i que les morts degudes al SIDA assoliran un màxim el 2008 amb 487.320.
Des que Sud-àfrica va obrir les seves fronteres després de la fi de l'Apartheid, grups de crim organitzats han entrat al país i la majoria del comerç mundial de droga passa per les seves fronteres. Sud-àfrica també és el quart productor de marihuana del món.
La volatilitat del rand ha afectat l'activitat econòmica, amb l'ensorrament del rand durant el 2001 (assolint un mínim històric de 13,85 rands per dòlar, augmentant temors d'inflació i fent que el banc central incrementés els tipus d'interès), però des d'aleshores s'ha recuperat dràsticament, canviant-se per menys de 7 a l'octubre del 2003, portant a una millora pel que fa a la inflació i el banc central ha abaixat tipus d'interès tot i que els exportadors amenacen d'acomiadar treballadors.
És un dels líders la Comunitat per al desenvolupament de l'Àfrica Austral, integrant de la Comunitat Econòmica Africana.
L'economia sud-africana és considerada com una de les noves economies emergents al món, amb un grup de països agrupats amb el nom de CIVETS.

## Geografia humana i societat

Densitat de població de Sud-àfrica

### Demografia
La població sud-africana ha crescut molt ràpidament durant l'última meitat del segle xx; de 13 milions el 1950 a 43 milions el 2000. No obstant això, la incidència de la Sida en creixement, contenint el creixement poblacional; de fet, tot i que la taxa de natalitat de Sud-àfrica és comparable a la mitjana mundial, la taxa de mortalitat és gairebé el doble. S'estima que hi ha uns 5,3 milions de seropositius a Sud-àfrica. En considerar l'alta taxa d'incidència de la Sida, les estadístiques demogràfiques mostren un panorama molt greu: una esperança de vida de 42,5 anys, una taxa de mortalitat infantil de 59,4 nens per cada 1.000 nascuts i una taxa de creixement poblacional negativa de −0,46%.

### Etnografia
Sud-àfrica és una nació amb més de 47 milions de persones d'orígens, cultures, llengües i religions molt diversos. El cens nacional del 2001, permetí l'autoadscripció de la població en una de cinc categories racials. Basant-se en les xifres d'aquell any, les estimacions per al juny del 2006 eren: 79,5% d'africans negres, 9,2% de blancs, 8,9% de coloureds i 2,5% d'asiàtics o indis. Així, la gran majoria de la població es classifica a si mateixa com a africana o negre, però aquest sector no és ni culturalment ni lingüísticament homogeni. Els grups ètnics més nombrosos són els zulu, els xhosa, els basotho, els bapedi, els venda, els tswana, els tsonga, els swazi i els ndebele, tots els quals parlen alguna llengua bantu. Alguns, com ara els zulu, els xhosa, els bapedi i els venda són habitants exclusius de Sud-àfrica, mentre que d'altres habiten altres territoris dels països veïns; per exemple, els basotho constitueixen el grup ètnic més nombrós de Lesotho, els tswana són el grup majoritari de Botswana, els swazi són el grup més nombrós de Swazilàndia i els ndebele també habiten Zimbàbue on són coneguts com a matabele.
| Afrikaans sotho del nord Sesotho Swati Tsonga |  | Tswana Venda Xhosa Zulu |  |

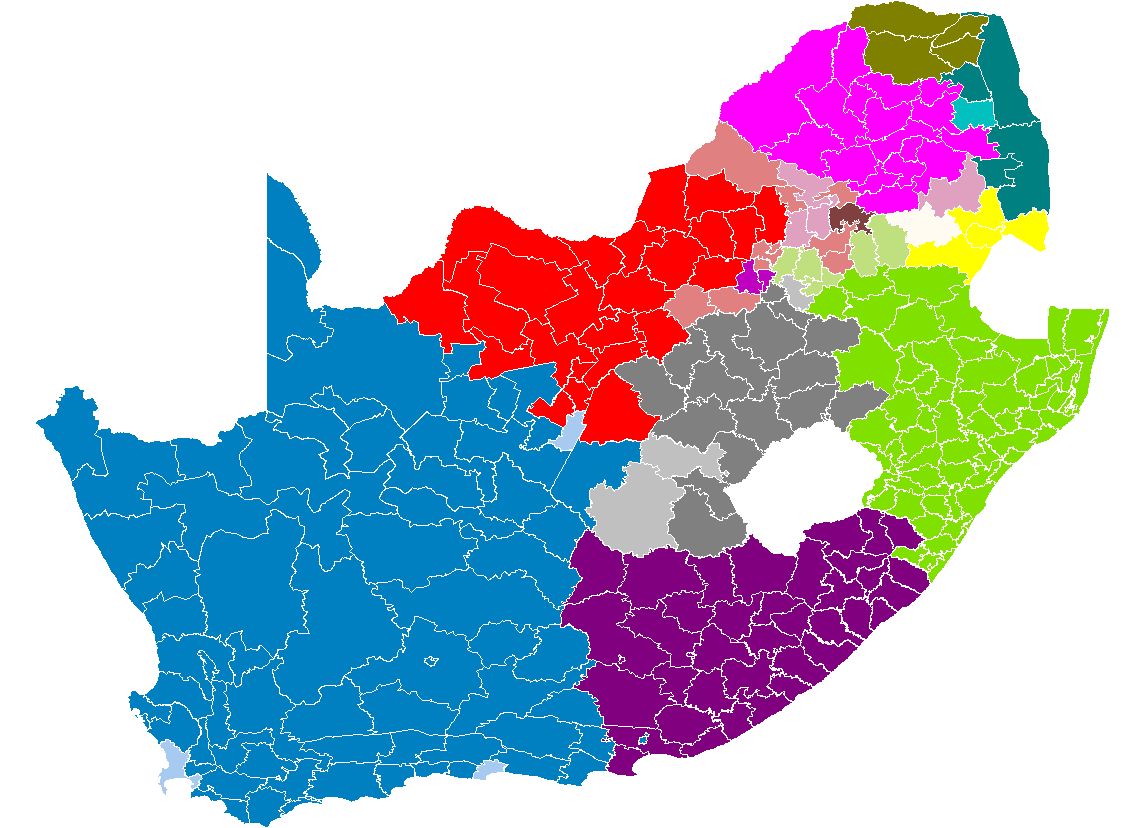
Mapa amb les llengües majoritàries per municipi.

La població blanca no és tampoc ètnicament homogènia, ans descendeix de diversos grups ètnics: neerlandesos, alemanys, hugonots francesos, anglesos, irlandesos, escocesos i gal·lesos. Culturalment i lingüísticament, es divideixen només en dos grups: els afrikaners o bòers que parlen l'afrikaans i els grups de parla anglesa. Hi ha petites comunitats de descendents d'immigrants europeus que encara parlen llurs llengües originàries. La població blanca, tanmateix, està decreixent, atesa una taxa de natalitat molt baixa i per l'emigració; des de 1994, més de 100.000 sud-africans blancs han emigrat.

El terme coloured s'utilitza per referir-se a les persones d'ascendència racial mixta, descendents dels esclaus de l'Orient i de l'Àfrica Central, dels khoisans originaris del Cap, dels africans negres aborígens, dels blancs, així com dels javanesos, malaisis i d'altres. La majoria parlen l'afrikaans. Els descendents indis també són nombrosos. Hi van ser portats com a treballadors des de la dècada de 1850, tot i que també immigrarien voluntàriament grups de mercaders més tard durant el mateix segle.

### Llengües
Sud-àfrica té onze llengües oficials: sepedi (o Sotho del nord), sesotho, setswana, siSwati, tshivenda, xitsonga, afrikaans, anglès, isiNdebele, isiXhosa i iziZulu. En aquest sentit, és el segon país, després de l'Índia, en nombre de llengües oficials. Tot i que, legalment, totes les llengües són iguals, el nombre de parlants varia; segons el cens del 2001, les tres llengües més parlades són el zulu (23,8%), xhosa (17,6%) i afrikaans (13,3%). El govern també reconeix vuit llengües no oficials: fanagalo, khoe, lobedu, 
nama, ndebele del nord, phuthi, san i la llengua de signes sud-africana. Moltes de les llengües no oficials dels pobles san i khoikhoi, contenen diversos dialectes que s'estenen cap al nord fins a Namíbia i Botswana. Aquests pobles han retingut llur identitat cultural pròpia basada en societats caçadores-recol·lectores. Han estat marginats, i moltes de llurs llengües estan en perill d'extinció.
Molts sud-africans blancs també parlen altres llengües europees com ara el portuguès, alemany i grec, mentre que alguns asiàtics i indis parlen llengües asiàtiques com ara el telugu, hindi, gujarati i tàmil.
Els darrers anys, a més, ha sorgit un nou llenguatge, anomenat Gayle o Gail, que és un argot gai o criptolecte slang basat en l'anglès i l'afrikaans, utilitzat principalment per parlants homosexuals d'aquests dos idiomes. S'utilitza principalment en comunitats urbanes sud-africanes. També hi ha un equivalent, utilitzat per parlants del Bantu, que s'anomena IsiNgqumo, i està basat en la llengua Nguni.

### Religió
Segons el cens de 2001, els cristians representaven el 79,8% de la població, la majoria dels quals membres de diverses denominacions protestants. La categoria cristiana inclou el cristianisme de Sion (església iniciada a Sud-àfrica amb un 11,1% dels fidels), el pentecostal (8,2%), el catòlic romà (7,1%), el metodista (6,8%), l'església reformista holandesa (6,7%) i els anglicans (3,8%). Els membres de les esglésies cristianes restants representaven un altre 36% de la població. Els musulmans representaven l'1,5% de la població, els hindús l'1,2%, les religions africanes tradicionals el 0,3% i el judaisme el 0,2%. Un 15,1% no tenia cap afiliació religiosa, el 0,6% eren "altres" i l'1,4% "no especificat".
Les esglésies d'iniciació africana són el més gran dels grups cristians. A banda, moltes de les persones sense afiliació es creu que realment professen religions tradicionals de llurs pobles. S'estima que hi ha uns 200.000 curanderos tradicionals, i fins a un 60% dels sud-africans els consulten, generalment anomenats sangoma ('endevinador') o inyanga ('herborista'). Aquests curanderos utilitzen una combinació de creences espirituals ancestrals i una creença en les propietats espirituals i medicinals de la fauna i la flora locals, comunament conegudes com muti ('medicina'). Molts pobles tenen pràctiques religioses sincrètiques que combinen influències cristianes i indígenes.
Els musulmans sud-africans són principalment de color i indis. S'hi han unit conversos sud-africans negres o blancs, així com els d'altres parts d'Àfrica. Els musulmans sud-africans descriuen la seva fe com la religió de conversió de més ràpid creixement al país, amb el nombre de musulmans negres que s'ha multiplicat per sis, de 12.000 el 1991 a 74.700 el 2004.
Hi ha una població jueva important, descendent de jueus europeus que van arribar com a minoria entre altres colons europeus. Aquesta població va assolir el màxim a la dècada de 1970 amb 120.000 habitants, encara que avui només en queden uns 67.000, la resta ha emigrat, majoritàriament a Israel. Tot i així, aquestes xifres fan que la comunitat jueva de Sud-àfrica sigui la dotzena més gran del món.

### Sanitat
Un dels problemes més greus que afronta Sud-àfrica és la pandèmia de la Sida. El 2005, el 31% de les dones embarassades estaven infectades amb el VIH. La taxa de prevalença de la sida entre els adults és del 21,5%; és a dir, 5,3 milions de persones n'estan infectades. La relació entre el VIH i la sida ha estat negada pel president i el primer ministre, els quals argumenten que l'alta taxa de mortalitat és deguda a la malnutrició—i per tant a la pobresa—i no pas al VIH. Tot i així, des del 2007, el govern ha augmentat els seus esforços per a reduir la incidència de Sida.
La Sida ha afectat especialment les persones sexualment i econòmicament actives; i per tant, moltes famílies han perdut els principals contribuïdors del suport econòmic. Hi ha un gran nombre d'"orfes de Sida"—estimats en 1,2 milions— que en la major part dels casos, depenen de l'Estat. Igualment, les persones majors també perden el suport dels membres joves de llurs famílies.

## Persones notables
- Basil Rathbone, actor anglès nascut a Johannesburg.
- Nelson Mandela, ex-president sud-africà.

### Emigrants sud-africans a l'estranger
- J. R. R. Tolkien, autor d'El Senyor dels Anells
- Daniel Radcliffe, actor britànic. La seva mare és de Sud-àfrica.[34][35]